# Lepisorus onoei
Lepisorus onoei là một loài thực vật có mạch trong họ Polypodiaceae. Loài này được (Franch. & Sav.) Ching miêu tả khoa học đầu tiên năm 1933.